# Mezinárodní letiště Calgary
Mezinárodní letiště Calgary (anglicky Calgary International Airport, IATA: YYC, ICAO: CYYC), původně zvané Letiště McCall, je mezinárodní letiště ve městě Calgary, v provincii Alberta v Kanadě a přilehlého regionu Calgary. Nachází se přibližně 17 km jihovýchodně od centra Calgary a nabízí pravidelné non-stop lety do významných měst v Kanadě, Karibiku, Střední Ameriky, Evropě, USA a Východní Asie.
Letiště slouží jako sídlo pro WestJet a jako letecký uzel pro Air Canada a Air Canada Express. Je takí jedním z osmi kanadských letišť s možnostmi hraničního proclení USA. Letiště je provozováno The Calgary Airport Authority jako součástí National Airports System. Je také čtvrtým nejvytíženějším letištěm Kanady podle přepravy cestujícíchtřetí nejvytíženější podle pohybu letadel s 12 630 695 cestujícími, což je o 3,7% více oproti roku 2009 a 234 239 pohyby letadel, což je více o 0,5%.